# Patriarchální exarchát v Iráku
Patriarchální exarchát v Iráku je exarchát melchitské řeckokatolické církve nacházející se v Iráku.

## Území
Exarchát zahrnuje všechny věřící melchitské řeckokatolické církve nacházející se v Iráku.
Exarchátním sídle je město Bagdád, kde se nachází jediná farnost.

## Historie
Exarchát byl zřízen 17. září 1838 patriarchou Maximose III. Mazloumem.

## Seznam patriarchálních exarchů
- Macarios Andraos (1838–1886)
- Romanos Kallab (1886–1926)
- Maximos Hakim (1926–1964)
- Isaiah Dakkak (1964–1971)
- Basilios Kanakry (1971–1978)
- Laurent Fayçal, B.S. (1979–1986)
- Nicholas Dagher (1986–1997)
- Georges El-Murr, B.C. (1997–2007)